# Grootschalige Basiskaart van Nederland
De Grootschalige Basiskaart van Nederland, of kortweg GBKN, is een buiten gebruik genomen digitale topografische kaart van heel Europees Nederland. De kaart heeft een vast gedefinieerde minimale inhoud en precisie, waarop de belangrijkste topografie in het terrein staat aangegeven (gebouwen, wegen, waterlopen). 
Het bruikbare schaalbereik is ongeveer 1:500 tot 1:5.000. De GBKN wordt gebruikt als ondergrond en is geschikt voor uiteenlopende toepassingen. Gebruikers van de kaart kunnen zelf informatie toevoegen.
De GBKN is per 1 januari 2016 vervangen door de Basisregistratie Grootschalige Topografie (BGT). De GBKN wordt dan ook niet meer bijgewerkt. De BGT is in tegenstelling tot de GBKN een objectgerichte kaart, waardoor de BGT in een geografisch informatiesysteem kan worden gebruikt, bijvoorbeeld in samenhang met andere basisregistraties en gegevens. 

## Soorten informatie
Harde topografieHiertoe behoren gebouwen, civieltechnische kunstwerken als bruggen en viaducten en hoogspanningslijnen.
Zachte topografieDit betreft onder andere begrenzingen van wegen en water, onder en bovenkanten van dijken en taluds en onder bepaalde voorwaarden ook terreinafscheidingen van duurzame aard.
Semantische informatieDit is informatie om de kaart beter leesbaar en bruikbaar te maken. Het gaat dan om straatnamen, huisnummers en andere relevante namen.

## Verschijningsvormen
norm-GBKNFotogrammetrisch samengesteld door metingen uit luchtfoto’s en volledig naverkend. De zogenaamde minimale norm-GBKN is beperkt naverkend. De precisie van een punt ten opzichte van een ander punt in de omgeving is in bebouwd gebied beter dan 28 cm en in landelijk gebied beter dan 56 cm.
nuts-GBKNTerrestrisch vervaardigd. Zowel in bebouwd als in landelijk gebied is de precisie van een punt ten opzichte van een ander punt in de omgeving beter dan 10 cm. Buiten een strook van 30 meter vanaf de weg heeft de nuts-GBKN geen inhoud. Informatie over gebouwen is beperkt tot voorgevel en aanzet zijgevel.

## Beschikbaarheid
De GBKN is beschikbaar in twee varianten:
Vector dataDit is een bestandsformaat met veel technische mogelijkheden omdat elk element of object van het bestand zijn eigen specifieke classificatie bezit. Hier kan men bijvoorbeeld op filteren of eigen specifieke informatie aan toekennen. Bij in- en uitzoomen blijft altijd een scherpe afbeelding zichtbaar.
Raster dataDit is een bestandsformaat met minder technische mogelijkheden, maar voor veel toepassingen is dat vaak ook niet nodig. Denk bijvoorbeeld hierbij aan het gebruik van de GBKN als ondergrond voor thematische kaarten of als informatie en navigatiehulpmiddel in andere websites en documentatie.

## Kenmerken
LijngerichtDe GBKN is een lijngerichte kaart. Punten, lijnen en teksten hebben geen onderlinge relatie.
LKI-classificatieLijn- en puntelementen zijn gecodeerd volgens de LKI-classificatie (Landmeetkundig Kartografisch Informatiesysteem).
KwaliteitsaspectenActualiteit, volledigheid, juistheid en precisie zijn beschreven kenmerken.
CoördinatenstelselDe GBKN is opgenomen in het stelsel van de Rijksdriehoeksmeting (RD-stelsel).